# Fußball-Oberliga 1975/76
Die Saison 1975/76 der Oberliga war die zweite Saison der Oberliga als dritthöchste Spielklasse im Fußball in Deutschland nach der Einführung der zweigleisigen – später eingleisigen – 2. Fußball-Bundesliga zur Saison 1974/75.

## Oberligen
- Oberliga Berlin 1975/76
- Oberliga Nord 1975/76

## Aufstieg zur 2. Bundesliga
Neben zwei Direktaufsteigern gelangen dem VfL Wolfsburg, dem SV Arminia Hannover, Eintracht Trier und dem BSV 07 Schwenningen jeweils als Gruppensieger sowie dem Bonner SC und dem SC Herford jeweils als Gruppenzweiter in vier Aufstiegsrunden der Aufstieg in die 2. Bundesliga.